# The Blower's Daughter
"The Blower's Daughter" ("a filha do vento", em tradução literal) é uma canção gravada pelo cantor e compositor irlandês Damien Rice para seu álbum de estreia, O (2002), tendo sido lançada na Irlanda como o primeiro single do álbum em setembro de 2001. A gravação conta com a participação da cantora Lisa Hannigan. O single não obteve repercussão em seu lançamento original, mas alcançou grande êxito após ter sido lançado no resto da Europa em 2004, estreando nas paradas musicais de cinco países.
No Brasil, a canção ganhou duas versões em língua portuguesa, "Então Me Diz", interpretada por Simone, e "É Isso Aí", interpretada por Ana Carolina e Seu Jorge. Ambos os lançamentos obtiveram êxito comercial, sendo que a segunda versão citada alcançou o topo da tabela musical brasileira e a oitava posição da tabela musical portuguesa.

## Composição e estrutura
Damien Rice costuma conceder pouquíssimas entrevistas para promover seus álbuns de estúdio e, devido a isso, o compositor nunca falou sobre o significado da música, abrindo espaço para diversas interpretações ao longo dos anos. Na internet, chegaram a circular duas versões sobre quais foram as inspirações de Rice para a canção. A primeira dizia que a letra fala sobre a filha do professor de clarinete de Rice, já a segunda versão, desmentida pelo próprio artista, diz que ele inspirou-se em uma garota que conheceu enquanto trabalhava em um call center. É possível que Lisa Hannigan, namorada do compositor à época, tenha sido a inspiração para a letra da canção.
Segundo o website Musicnotes, a canção foi composta na clave de mi maior, com andamento moderado de 68 batidas por minuto. O mesmo website credita o gênero musical da canção como folk contemporâneo e folk alternativo. O alcance vocal de Rice na faixa vai de si3 até lá#5.

## Lançamento e repercussão
"The Blower's Daughter" foi lançada exclusivamente na Irlanda em 21 de setembro de 2001, como o primeiro single do álbum de estreia de Rice, O, que seria lançado no ano seguinte. Na época, a canção não teve grande repercussão, e não entrou em nenhuma parada musical. Com o passar do tempo, o trabalho do músico foi ganhando mais adeptos pelo mundo. Em 2004, quando Rice já era contratado da Warner Music, a gravadora decidiu lançar a canção como single em outros países europeus, o que fez com que a música alcançasse a posição 27 da UK Singles Chart na semana de 25 de dezembro. A canção ainda alcançou o topo da Heatseekers Songs, dos Estados Unidos, publicada pela revista Billboard.
O sucesso da canção levou-a a ser incluída na trilha sonora do filme Closer, estrelado por Julia Roberts, Jude Law, Natalie Portman e Clive Owen. Um videoclipe foi produzido para a canção, tendo sido lançado como bônus na edição em DVD do filme.

## Outras versões
A primeira versão em língua portuguesa da canção, "Então Me Diz", foi composta por Zélia Duncan e lançada pela cantora Simone como faixa bônus de seu álbum Simone ao Vivo, de 2005. A versão foi incluída na trilha sonora nacional da telenovela Belíssima, exibida pela TV Globo entre 2005 e 2006, no horário das oito horas.
A segunda versão, intitulada "É Isso Aí", foi composta por Ana Carolina e lançada em dueto com Seu Jorge no álbum ao vivo Ana & Jorge, também de 2005. O single obteve grande êxito nacional, alcançando a primeira posição da tabela publicada pela Crowley Broadcast Analysis na semana do dia 7 de janeiro de 2006, e permanecendo no topo durante quatro semanas. "É Isso Aí" encerrou na décima posição da tabela anual de 2006, também publicada pela Crowley. Em 2011, a faixa alcançou a oitava posição da tabela de Portugal, publicada pela Associação Fonográfica Portuguesa.
Outra versão da canção, em língua inglesa, foi gravada pelo então participante do talent show norte-americano The Voice, Matt McAndrew, em 2014. A versão atingiu a posição 40 da tabela musical Billboard Hot 100 e a posição 30 da Canadian Hot 100.

## Alinhamento de faixas
- Todas as composições são de autoria de Damien Rice.[3]

| N.º            | Título                           | Duração |  |
| 1.             | "The Blower's Daughter"          | 4:44    |  |
| 2.             | "The Professor & La Fille Danse" | 5:01    |  |
| 3.             | "Moody Monday"                   | 3:49    |  |
| Duração total: | Duração total:                   | 13:34   |  |

## Ficha técnica
- Damien Rice — vocal, composição, guitarra acústica, contrabaixo, clarinete, percussão, produção
- Lisa Hannigan — vocal
- Mark Kelly — guitarra elétrica
- Vyvienne Long — violoncelo
- Robyn Robins — masterização

## Paradas musicais
| Parada musical (2004–15)            | Melhor posição |
| ----------------------------------- | -------------- |
| Brasil (Crowley Broadcast Analysis) | 43             |
| Estados Unidos (Heatseekers Songs)  | 1              |
| França (SNEP)                       | 93             |
| Irlanda (Irish Singles Chart)       | 87             |
| Reino Unido (UK Singles Chart)      | 27             |

| Parada musical (2005–11)            | Melhor posição |
| ----------------------------------- | -------------- |
| Brasil (Crowley Broadcast Analysis) | 1              |
| Portugal (AFP)                      | 8              |

| Parada musical (2006)               | Melhor posição |
| ----------------------------------- | -------------- |
| Brasil (Crowley Broadcast Analysis) | 45             |

| Parada musical (2014)              | Melhor posição |
| ---------------------------------- | -------------- |
| Canadá (Canadian Hot 100)          | 30             |
| Estados Unidos (Billboard Hot 100) | 40             |